# Eisseehütte

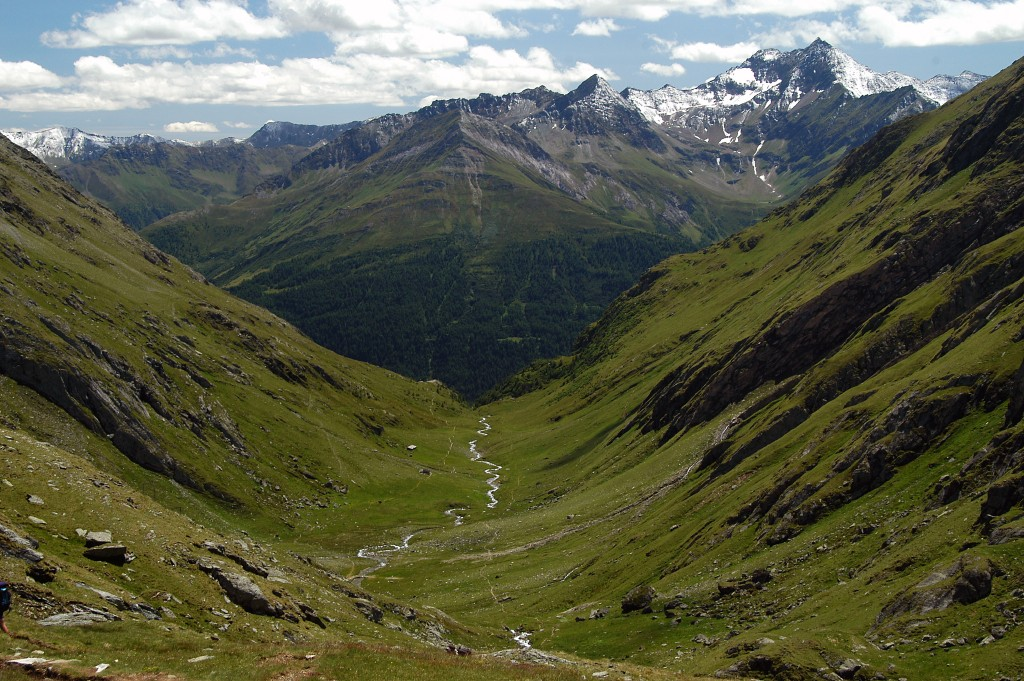
Blick von der Hütte nach Süden auf die Lasörlinggruppe

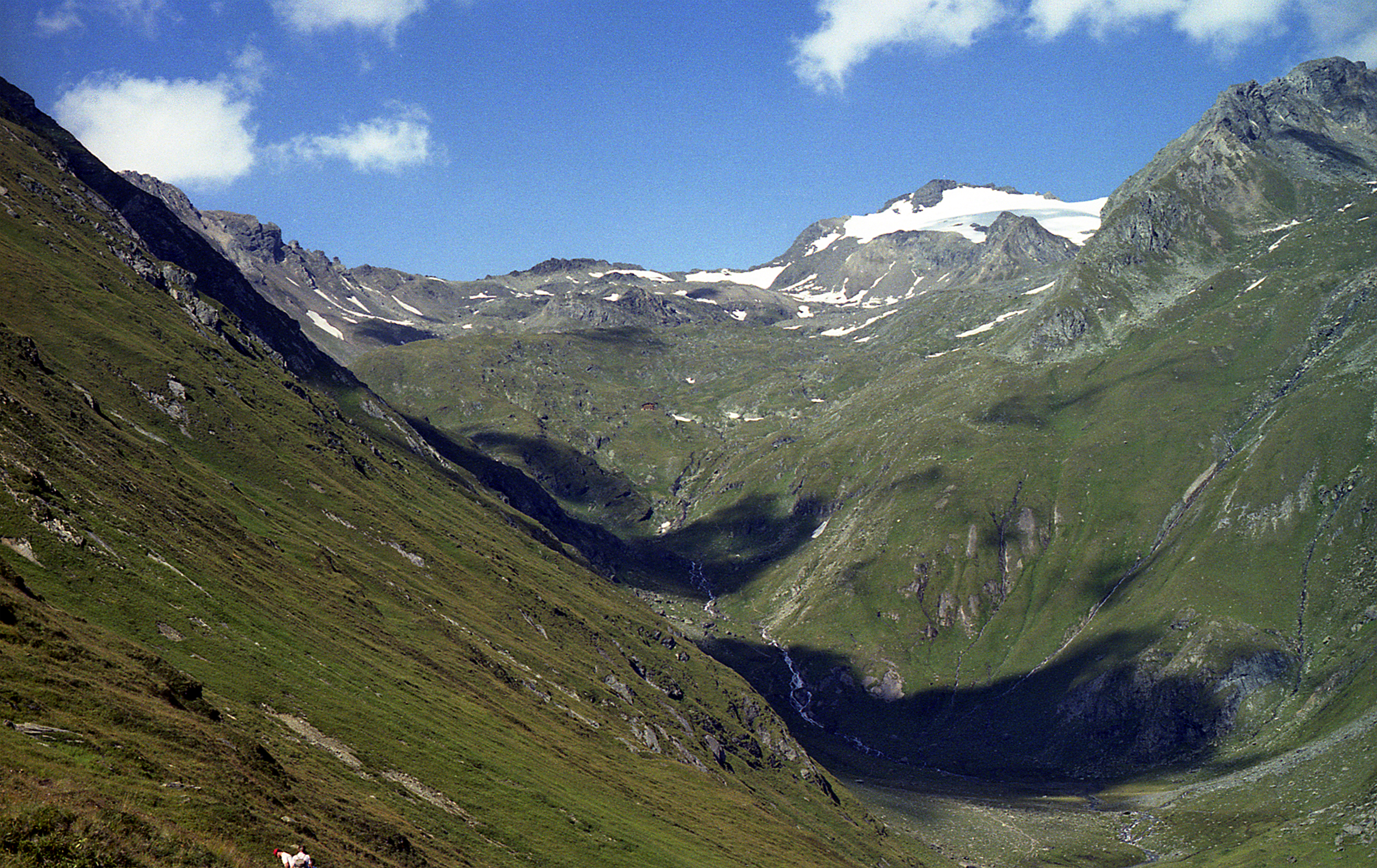
Blick durch das Timmelbachtal zur Eisseehütte (über dem Garaneberkees die Weißspitze) (1980)

Die Eisseehütte ist eine private Schutzhütte in der Venedigergruppe.
Sie befindet sich im oberen Timmeltal in der Osttiroler Gemeinde Prägraten auf einer Höhe von 2521 m ü. A. etwas außerhalb des Nationalparks Hohe Tauern. Knapp eine Stunde nördlich der Hütte liegt hinter einem Wall der Eissee auf 2664 m ü. A. Die Hütte wurde im Jahre 1980 erbaut und bietet insgesamt 45 Schlafplätze. Neben diversen Modernisierungsmaßnahmen (Sanitäranlagen, Wasserkraftwerk, Materialseilbahn) wurde im Jahr 2024 ein Zubau errichtet, der als Unterkunft für die Besitzerfamilie und das Personal dient. Die Hütte ist Ausgangspunkt für zehn Dreitausender.

## Wege

### Zustieg
Der Zustieg erfolgt von Prägraten durch das Timmeltal in rund 3½ Stunden.

### Touren von der Eisseehütte / Gipfelbesteigungen
- Weißspitze, 3300 m, Gehzeit: 3 Stunden
- Tulpspitze, 3054 m, Gehzeit: 3 Stunden
- Kreuzspitze, 3164 m, Gehzeit: 4½ Stunden
- Schernerskopf, 3043 m, Gehzeit: 4½ Stunden
- Großer Hexenkopf, 3313 m, Gehzeit: 4½ Stunden
- Kleiner Hexenkopf, 3194 m, Gehzeit: 2,5 Stunden
- Vorderer Seekopf, 3280 m, Gehzeit: 3 Stunden
- Hinterer Seekopf, 3234 m, Gehzeit: 3,5 Stunden
- Wallhorner Törl (Venedigerblick), 3045 m, Gehzeit: 2½ Stunden

### Übergänge zu anderen Hütten
- Badener Hütte, 2608 m, Gehzeit: 8,5 Stunden (alternativ mit Gletscherausrüstung als Hochtour über Seekopfscharte möglich)
- Bonn-Matreier Hütte, 2750 m, Gehzeit: 3 Stunden
- Johannishütte, 2121 m, über Zopetscharte (steil, Drahtseile, da Sajatscharte dauerhaft wegen Steinschlaggefahr gesperrt) Gehzeit: 4 Stunden
- Defreggerhaus, 2962 m, via Wallhorntörl (hohe Steinschlaggefahr, Hochtour, Gletscherausrüstung erforderlich), Gehzeit: 3 Stunden
- Sajathütte, 2600 m, Gehzeit: 3¾ Stunden
- Nilljochhütte, 1990 m, Gehzeit: 3 Stunden

### Adlerweg
- Etappe 1: Aufstieg von Ströden zur Johannishütte 6,5 Stunden
- Etappe 2: Eisseehütte 5 Stunden

Die 2. Etappe führt von der Johannishütte über die Sajathütte auf einer Streckenlänge von 11 km und 1250 hm in 5 Stunden auf die Eisseehütte.
- Etappe 3: Bonn-Matreier Hütte 3,5 Stunden

Über die Bonn-Matreier Hütte führt der Adlerweg in 8,5 Stunden mit einer Streckenlänge von 7 km und 600 hm auf die Badener Hütte.
- Etappe 4: Badener Hütte 5,0 Stunden
- Etappe 5: Matreier Tauernhaus 5,5 Stunden
- Etappe 6: Sudetendeutsche Hütte 4,0 Stunden
- Etappe 7: Kalser Tauernhaus 4,0 Stunden
- Etappe 8: Stüdlhütte 6,5 Stunden
- Etappe 9: Lucknerhaus 5,5 Stunden

### Wintertouren
Im Winter bieten sich folgende Skitouren von der Eisseehütte aus an:
- Kleiner Hexenkopf 3194 m
- Vorderer Seekopf 3280 m
- Hinterer Seekopf 3234 m
- Weißspitze 3300 m